# فدراسیون فوتبال هند
فدراسیون فوتبال هند (به هندی: अखिल भारतीय फुटबॉल महासंघ)، نهاد اداره‌کنندهٔ فوتبال در هند است. این نهاد در سال ۱۹۳۷ پایه‌گذاری شده و اکنون عضو کنفدراسیون فوتبال آسیا است. در حال حاضر ریاست این نهاد بر عهدهٔ پرافول پاتل می‌باشد.